# Alyssa Mendonsa
Alyssa Mendonsa (nacida el 13 de abril de 1990 en Nueva Delhi), es una cantante de playback india, ella ha iniciado su debut en la película "Karthik Calling Karthik", tras interpretar su primer tema musical titulado "Uff Teri Adaa".
Ella es la hija del compositor Loy Mendonsa, integrante del grupo Shankar-Ehsaan-Loy, que también componen temas musicales para  películas de Bollywood. También interpretó otros temas musicales como "Girl Oh" y "Papa Jag Jayega" junto a Neeraj Shridhar y Ritu Pathak, para una película de Sajid Khan, titulada "Housefull". Su tema musical "Adhoore" de la película "Break Ke Baad", ha sido también un éxito gracias con el apoyo de su público. Su última canción titulada "Khaabon Ke Parinday", fue interpretada para lotra película titulada "Patiala House".
También se destacan entre sus últimos éxitos como "Khaabon Ke Parinday", que ha tomado una serie de ondas rítmicas de diferentes instrumentos musicales como el acompañamiento de tormentas, melódicas, guitarras acústicas suaves, armónicas y rígidos tambores al estilo de jazz, esta canción ha formado parte de la banda sonora de película "ZNMD". Ella también ha interpretado un tema musical para una película de 2013, cantada en Malayalam y titulada "Amen".

## Filmografía
- Karthik Calling Karthik
- Housefull
- Break Ke Baad
- Patiala House
- Zokkomon
- Zindagi Na Milegi Dobara
- Amen
- D- Day